# Hydrografie van Nederlands-Limburg
Deze lijst van beken en rivieren in Nederlands-Limburg is op volgorde van bovenloop naar benedenloop van de Maas. De Maas wordt niet benoemd, aangezien dit de uitmonding is van alle onderstaande beken en rivieren.

## Voer
- Noor of Noorbeek

## Jeker
- La Mulle

## Geul
- Cottesserbeek
- Elzeveldlossing
- Berversbergbeek
- Belleterbeek
- Tergraatbeek
- Lousbergbeek
- Lingbergbeek
- Klopdriesscherbeek
- Terzieterbeek
  - Helbergbeek
  - Bredebron
  - Fröschebron
  - Platergrub
- Dorphoflossing
- Klitserbeek
- Landeus
- Lombergbeek
  - Hermensbeek
- Selzerbeek
  - Harleserbeek
  - Hermansbeek
  - Zieversbeek
- Eyserbeek
  - Bocholtzerbeek
- Gulp (zijrivier)
  - Scheumerbeek
  - Hekerbeek
  - Strabeek
  - Watervalderbeek
    - Vliekerwaterlossing
- Kanjel

## Beken tussen deGeulen deGeleenbeek, uitmondend in de Maas
- Overbundebeek
- Rijnbeek
  - Paslossing
  - Middelgraaf
  - Zavelbeek
- Bunderbeek
- Stalebeek
- Berghorstbeek
- Bosbeek
- Leukderbeek
- Heiligenbeek
- Roosbeek
- Oude Broekgraaf
  - Molenbeek
  - Snijdersbeek
  - Stommebeek
  - Waalsebeek
  - Renbeek
- Zandbeek
- Verlegde Broekgraaf
- Renbeek
- Armsterbeek
- Bergzijpke
- Hussebeek
- Hemelbeek
- Poortlossing
- Woudbeek
- Medammerweidebeek
- Slakbeek
- Ur
- Kingbeek

## Geleenbeek
- Middelsgraaf
- Vloedgraaf
- Lindbeek / Limbrichterbeek / Slond
  - Bosgraaf
  - Venkebeek
    - Hondsbeek
    - Aldenhofgraaf
- Roode beek
  - Quabeek
  - Merkelbekerbeek
  - Ruischerbeekje
  - Waubacher Vliet
- Keutelbeek (2)
- Molenbeek
- Kakkert
- Caumerbeek
- Platsbeek
- Bissebeek
  - Hulsbergerbeek
- Luiperbeek
- Retersbeek
- Cortenbacherbeek
  - Hoensbeek
  - Hongerbeek

## Vlootbeek
- Putbeek

## Roer
- Rothenbach
- Worm (zijrivier)
  - Vrouwezijp
  - Anstelerbeek
    - Crombacherbeek
    - Bleijerheiderbeek
    - Vloedgraaf
    - Strijthagerbeek

## Maasnielderbeek
- Leigraaf

## Neerbeek
Roggelsebeek / Zelsterbeek
- Bevelandse beek

- Leveroysebeek
- Neerpeelbeek
  - Visschensteert
    - Rietbeek

Tungelroyse Beek / Leubeek
- Leukerbeek
  - Einderbeek
- Raam

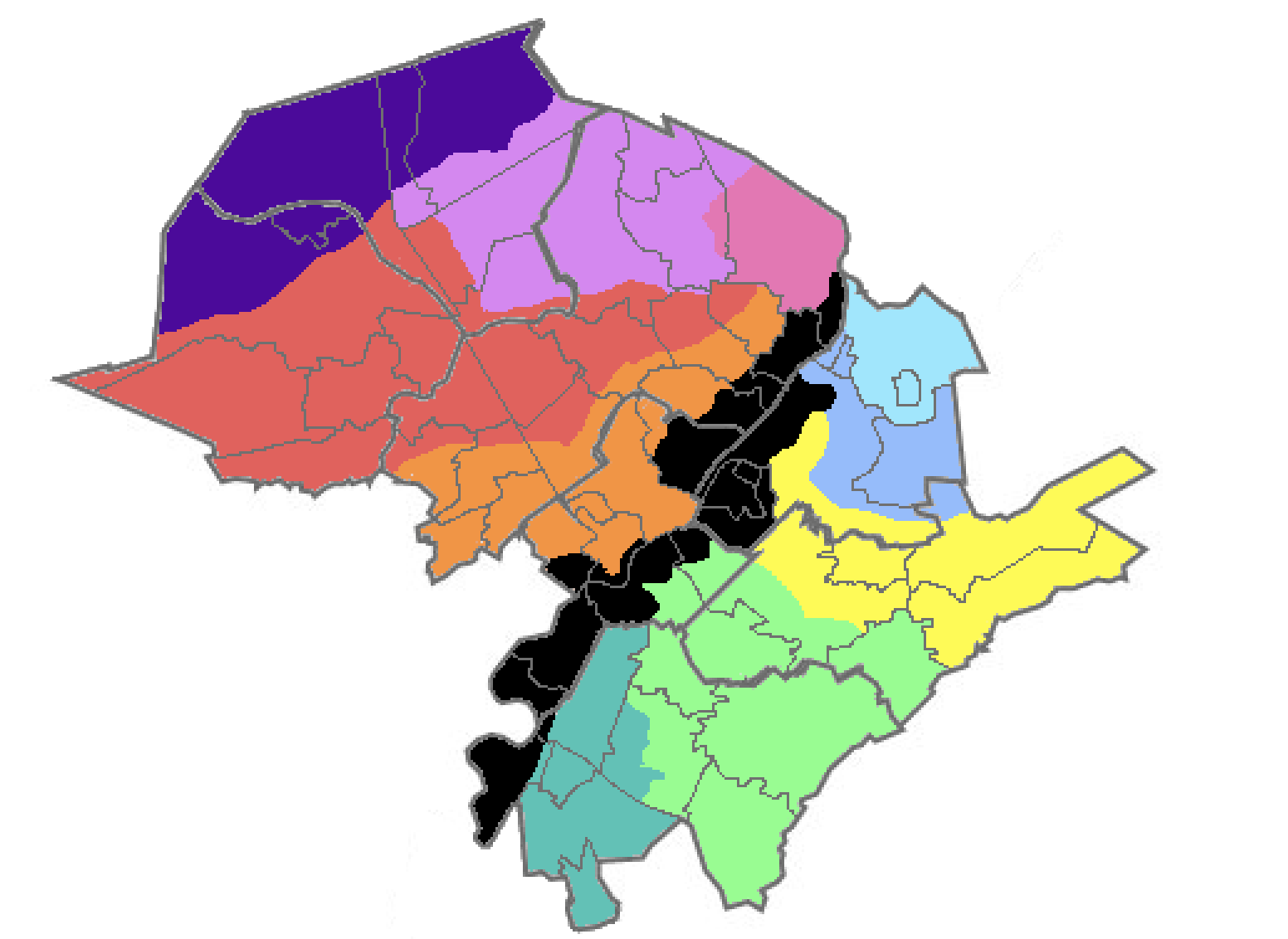
Hydrografie van Midden-Limburg. Uitmondendend in:
Geleenbeek
Vlootbeek
Roer
Maasnielderbeek
Neerbeek:
- Haelense Beek
- Tungelroyse Beek
- Roggelse Beek
Swalm
Dommel

Uffelsebeek / Haelense Beek (Molenbeek/Abeek)
- Panheelderbeek
  - Slijbeek
  - Thornerbeek / Itterbeek
- Bocholterbeek / Weerterbeek

Keizersloop

## Beken tussen deNeerbeeken deGroote Molenbeekuitmondend in de Maas
- Swalm
- Tasbeek
- Schelkensbeek
- Kwistbeek
- Siebersbeek
- Molenbeek
  - Gekkengraaf
  - Broekloop
- Rijnbeek
- Everlose Beek

## Groote Molenbeek
- Boddebroeker Loop
- Lollebeek
- Kabroeksebeek
- Blakterbeek

## Beken ten noorden van deGroote Molenbeek, uitmondend in de Maas
- Oostrumse Beek
- Molenbeek / Loobeek
- Heukelomse Beek
- Eckeltse Beek
  - Horsterbeek
- Niers
  - Gelderns-Nierskanaal

## Dommel
- Kleine Dommel (Noord-Brabant)
  - Kievitsbeek (beek) (Nederweert)